# Josta van Bockxmeer
Josta van Bockxmeer, (Amsterdam, 1987) is een Nederlandse journaliste en redacteur. 

## Opleiding
In 2007 begon Van Bockxmeer aan een studie Algemene letteren en mensenwetenschappen aan de Universiteit Utrecht. Tussen 2006 en 2016 woonde ze met onderbrekingen in Berlijn. Van 2008 tot 2012 studeerde ze in Duitsland Germanistiek en Filosofie aan de Universiteit van Potsdam. In 2015 behaalde ze haar master Algemene en Vergelijkende Literatuurwetenschap aan de Universiteit van Berlijn. In 2017 deed ze een postacademische opleiding Journalistiek (PDOJ) aan de Erasmus Academie.

## Werk
Tussen 2014 en 2018 werkte Van Bockxmeer als journalist voor Duitse bladen als Der Tagesspiegel, Tageszeitung en Radzeit. Als redacteur op Duitslandweb schreef zij achtergrondartikelen over Duitsland en verzorgde de eindredactie voor de Duitslanddesk. Hierbij had ze een voorkeur voor maatschappelijke onderwerpen als dakloosheid, migratie en energietransitie. 
Na een stageperiode werkte zij vanaf 2018 als redacteur Woningmarkt bij Het Financieele Dagblad. Sinds 2020 schrijft zij over Wonen voor De Correspondent.

## Wooncoöperatie
Met anderen richtte zij in 2008 wooncoöperatie de Nieuwe Meent op met het doel om met de bewoners gezamenlijk betaalbare huurwoningen te bouwen en te beheren.

## Erkenning
Samen met FD-collega’s Gaby de Groot en Erik van Rein won zij in de categorie 'CBS Data' De Tegel 2019 voor een onderzoek naar grondspeculatie.

## Prijzen
- De Tegel (2007)